# 쓰모리역
쓰모리역(일본어: 津守駅, つもりえき)은 일본 오사카부 오사카시 니시나리구에 있는 난카이 전기철도 고야 선(시오미바시 선)의 역이다. 역 번호는 NK06-2이다.

## 역 구조
상대식 승강장 2면 2선의 지상역이다. 역사는 시오미바시 방향 승강장의 기시노사토다마데 방향이고 기시노사토다마데 방면 승강장으로 갔을 때 구내 건널목을 건널 필요가 있다. 화장실은 개찰 내 기시노사토다마데 방향 승강장에 있는 남녀 공용의 수세식 변기를 사용하고 있으며 승강장 번호는 설정되지 않았다.

### 승강장
| 역사측 | 고야 선(시오미바시 선 상행) | 시오미바시 행       |
| 반대측 | 고야 선(시오미바시 선 하행) | 기시노사토다마데 행 |

- 역사의 북쪽과 근접한 곳에는 승강장에 직접 통하는 계단이 설치되었지만 지금은 승강장 부분이 울타리로 뒤덮여 있어 도로에서 직접 승강장으로 갈 수 없다.

## 역 주변
역전에 있는 니시 공원과 니시 고등학교는 과거 다이니치 방적 기즈가와 공장 철거지에, 본 역은 공장 근처역인 관계로 공원객들이 많이 이용한다. 공장의 관련 시설과 상점 등도 들어서 있고 역전은 현재는 생각하기 어려울 정도로 붐볐다. 조금 걸어가면 한카이 전철(후, 오사카 시덴 한카이 선) 쓰루미바시도리 역(현, 오사카 시영 버스 쓰루미바시도리 정류장)도 있고 환승이 가능하다. 역 남쪽의 건널목을 건너가면 쓰모리 상점가가 있다, 쓰루미바시 상점가로 이어진다.
- 니시쓰모리 우체국
- 오사카 시 쓰모리 하수 처리장(진달래 일반 공개)
- 오사카 시립 기타쓰모리 초등학교
- 오사카 시립 마쓰노미야 초등학교
- 오사카 시립 쓰루미바시 중학교
- 오사카 부립 니시 고등학교
- 쓰모리 신사
- 고쿠라쿠지
- 니시 공원
- 쓰모리 상가
- 쓰루미바시 상점가 니시구치
- 쿠라 초밥
- 다이조 기즈가와 공장
- 이케다 냉장
- 신나니와도리(오사카 부도 29호 오사카린카이 선)
- 한신 고속 도로 15호 사카이선 쓰모리 출입구
- 오치아이카미 나루터(오치아이카미노사와)・오치아이시모 나루터

## 역사
- 1913년 2월 21일: 고야 등산 철도의 기즈가와 ~ 아베노(현, 기시노사토다마데) 역 구간에 임시역으로 설치.
- 1915년 4월 30일: 회사명 변경에 의하여 오사카 고야철도 역이 됨.
- 1916년 3월 27일: 일반역으로 격상.
- 1922년 9월 6일: 회사 합병으로 난카이 철도 역이 됨.
- 1944년 6월 1일: 회사 합병으로 긴키 닛폰 철도의 역이 됨.
- 1947년 6월 1일: 노선 양도로 인하여 난카이 전기철도의 역이 됨.

## 인접역
| 난카이 전기철도 고야 선(시오미바시 선) | 난카이 전기철도 고야 선(시오미바시 선) | 난카이 전기철도 고야 선(시오미바시 선)    |
| -------------------------------------- | -------------------------------------- | ----------------------------------------- |
| NK06-3 기즈가와 시오미바시 방면        |                                        | 니시텐가차야 NK06-1 기시노사토다마데 방면 |